# Леля Мейм
„Леля Мейм“ (на английски: Auntie Mame) е американска комедия от 1958 година, адаптация на едноименен роман, заснет от кинокомпанията Уорнър Брос

## Сюжет
Патрик Денис (Джан Хендзлик), останал сираче през 1928 година, след като баща му умира неочаквано, е поставен под грижите на Мейм Денис (Розалинд Ръсел), сестра на баща му, живееща в Манхатън. Мейм е претенциозна и буйна жена, която е чест домакин на партита с еклектични и бохемски гости. Патрик бързо е въвлечен в свободния дух на леля си и ексцентричния и начин на живот, включващ и Вера Чарлз (Корал Брауни), актриса от Бродуей, която прекарва много от нощите си, припаднала от алкохол в гостната на Мейм. Мотото на Мейм е, че живота е един банкет и повечето бедни нещастници умират от глад.
Тъй като бащата на Патрик е бил богат човек, а той е малолетен, наследството на момчето е поверено в ръцете на управител, господин Дуайт Бабкок (Фред Кларк). Бабкок не одобрява начина на живот на Мейм, както и брат и приживе, и иска да внесе благоприличие и дисциплина в живота на Патрик. Мейм е записала Патрик в прогресивно училище, ръководено от неин приятел, Акейшъс Пейдж (Хенри Брандън). Бабкок настоява Патрик да посещава момчешкото училище Биксби. Когато разбира, че Мейм не го е записала в Биксби, Бабкок изпраща Патрик в училището-интернат Свети Бонифаций и Мейм ще може да го вижда само в почивните дни и през лятото, каквато е била първоначалната воля на баща му.
Когато Мейм губи всичките си инвестиции по време на срива на фондовия пазар през 1929 година, изпаднала в безисходица тя започва да работи последователно като театрална актриса, телефонен оператор, продавачка във веригата Macy's, но всичките и опити завършват катастрофално. Докато работи в Macy's, тя среща Боргард Бърнсайд (Форест Тъкър), богат петролен магнат от юг. Те веднага се влюбват един в друг и той и предлага брак пред цялото си семейство във фамилното имение в Джорджия. За медения си месец Бо и Мейм пътуват по целия свят. Мейм е тъжна от това, че е изоставила Патрик, но те двамата поддържат връзка чрез писма и чести посещения по праздниците. От кореспонденцията помежду им Мейм придобива усещането, че Патрик расте като потиснат и затворен младеж и тя се притеснява за него. Когато Бо умира докато изкачват Матерхорн, Мейм се прибира вкъщи. Патрик я изненадва с инсталирането на диктофон и секратарка, Агнес Гууч (Пеги Кас), за нейно удобство. Той и приятелите му убеждават Мейм да напише автобиография.
Патрик и Линдзи Уулси (Патрик Ноулис), приятел на Мейм, и наемат помощник за автобиографията, Брайън О′Баниън (Робин Хюз). Той е очарователен и Мейм е поразена от него, но скоро става ясно, че О′Баниън е безделник и използва Мейм, за да си живее охолно и безгрижно. Докато Мейм диктува на Агнес и двете работят, О′Баниън не прави нищо друго, освен да се възползва от щедростта на Мейм. Един ден, когато О′Баниън разкрива романтичните си намерения спрямо Мейм, която не иска да има нищо общо с него, се появява Патрик, който не одобрява това. Той обявява, че си има приятелка, Глория (Джоана Барнс) и иска да я доведе и запознае с Мейм.
Патрик предупреждава леля си да се държи отговорно докато Глория е там, което Мейм приема с неохота. Точно преди той да си тръгне, Мейм му казва, че ще направи каквото е необходимо, за да ги направи с Глория щастливи.
Патрик благодари на Мейм за разбирането и отива да доведе Глория. В това време О′Баниън приканва Мейм да се облече и да отидат на парти, където да се срещнат с филмови продуценти, интересуващи се от автобиографията на Мейм. Тя облича една старомодна рокля, принадлежаща на Агнес и заявява на О′Баниън, че всъщност Агнес върши цялата работа и трябва да отведе нея на партито. Алчността на О′Баниън няма граници и той ескортира Агнес на приема вместо Мейм. Когато се връща на следващия ден, Агнес е разрошена и си спомня много малко от нощта прекарана с О′Баниън, само че е пила прекалено много и мисли, че е гледала някакъв филм със сватбена сцена в него.
Патрик довежда Глория и Мейм остава ужасена да види, че тя не е нищо повече от разглезено богато момиче, претенциозна и напълно лишена от мозъчно вещество. Против волята на Патрик, тя отива да посети семейството на Глория в Кънектикът, където те живеят в затворена общност и изразяват антисемитските си възгледи. Макар родителите и да изглеждат приятелски настроени, Мейм разбира, че те са точно като Глория и ги намира за отблъскващи.
Мейм организира парти в апартамента си и кани на него Глория и родителите и, както и някои от своите ексцентрични приятели. Там Патрик се запознава с Пегийн (Пайпа Скот), новата секретарка на Мейм, тъй като Агнес от няколко месеца е бременна, след нощта прекарана с О′Баниън и в това трудно състояние просто споделя апартамента на Мейм без да работи. Всичко за вечерята е планирано като за бедствие- храната, напитките, обстановката и компанията. Линдзи изненадва присъстващите като започва да чете откъси от автобиографията на Мейм, посветени на семейството на Глория. Възмутена, тя си изпуска нервите и започва да обижда гостите. Патрик ги защитава и на свой ред напада приятелите на Глория. Агнес показва телеграма, изпратена от О′Баниън, в която той претендира за дял от приходите от книгата, обосновавайки претенциите си с факта, че е написана от Агнес и според него тя е негова съпруга. В кулминацията на вечерта, Бабкок се държи обидно и унизително с Мейм, но тя остава невъзмутима и му отвръща по характерния си остроумен начин.
Няколко години по-късно, Линдзи и Мейм, както и Патрик и Пегийн са вече женени двойки. Синът на Патрик и Пегийн, Майкъл иска да придружи Мейм на нейната екскурзия до Индия. Въпреки възраженията на Пегийн, Мейм разказва на Майкъл за всички чудни гледки, които ще видят по време на пътешествието.

## В ролите
- Розалинд Ръсел като Мейм Денис
- Форест Тъкър като Боргард Джаксън Пикет Бърнсайд
- Корал Брауни като Вера Чарлз
- Фред Кларк като Дуайт Бабкок
- Роджър Смит като Патрик Денис
- Патрик Ноулис като Линдзи Уулси
- Пеги Кас като Агнес Гууч
- Джан Хендзлик като Патрик Денис като дете
- Джоана Барнс като Глория Ъпсън
- Пайпа Скот като Пегийн Райън
- Лий Патрик като Дорис Ъпсън, майката на Глория
- Уилард Уотърман като Клод Ъпсън, бащата на Глория
- Робин Хюз като Брайън О′Баниън
- Кони Гилкрайст като Нора Мълдуун
- Юки Шимода като Ито
- Бруук Байрън като Сали Сато Макдугал
- Керъл Вийзи като госпожа Бърнсайд
- Хенри Брендън като Акейшъс Пейдж

## Награди и номинации

### Награди
- Награда Златен глобус за най-добра комедия от 1959 година.
- Награда Златен глобус за най-добра женска роля в комедия или мюзикъл на Розалинд Ръсел от 1959 година.
- Награда Златен Лоуръл от наградите Лоуръл за най-добър развлекателен филм от 1959 година.
- Награда Златен Лоуръл от наградите Лоуръл за най-добра женска роля в комедия на Розалинд Ръсел от 1959 година.
- Трето място за Златен Лоуръл от наградите Лоуръл за най-добра второстепенна женска роля на Пеги Кас от 1959 година.
- Трето място за Златен Лоуръл от наградите Лоуръл за най-добра операторска работа в цветен филм на Хари Страдлинг от 1959 година.

### Номинации
- Номинация за Оскар за най-добър филм от 1959 година.
- Номинация за Оскар за най-добра женска роля на Розалинд Ръсел от 1959 година.
- Номинация за Оскар за най-добра второстепенна женска роля на Пеги Кас от 1959 година.
- Номинация за Оскар за най-добра операторска работа в цветен филм на Хари Страдлинг от 1959 година.
- Номинация за Оскар за най-добро художествено оформление и декори в цветен или черно-бял филм на Малкълм Бърт и Джордж Джеймс Хопкинс от 1959 година.
- Номинация за Оскар за най-добър монтаж на Уилям Зиглер от 1959 година.
- Номинация за Златен глобус за най-добра второстепенна женска роля на Пеги Кас от 1959 година.
- Номинация за БАФТА за най-добра чуждестранна актриса Розалинд Ръсел от 1960 година.
- Номинация за Грами за най-добър саундрак с музика от драматичен филм и оригинално изпълнение от 1959 година.[1]